# Мирвода, Светлана Ивановна
Светлана Ивановна Мирвода (укр. Світлана Іванівна Мирвода; 29 февраля 1960, Дубовое) — советская и украинская бандуристка, эстрадная певица, педагог. Кандидат наук по государственному управлению (2015). Народная артистка Украины (2016).
Гран-при 7-го Международного фестиваля «Музыкальный мир» (Фивиццано, 2004). Лауреат 1-го Международного православного фестиваля авторской песни «Благодатное небо» (Киев, 2007), Всеукраинского фестиваля бандурного искусства имени Остапа Вересая (Конотоп, 2009).
В репертуаре — украинские народные, повстанческие и стрелецкие, эстрадные песни, романсы.

## Биография
Родилась 29 февраля 1960 года в Дубовом.
В 1985 году окончила Львовскую консерваторию (кл. В. Я. Герасименко), в 2006 году — Открытый международный университет развития человека «Украина» (магистр менеджмента организаций).
В 1985—1987 годах — преподаватель бандуры детской музыкальной школы № 5.
В 1987—1988 годах — артистка Государственного оркестра народных инструментов.
С 1988 года — артистка оркестра народной и популярной музыки Национальной радиокомпании Украины, концертмейстер группы бандур.
В 2006 году присвоено звание заслуженной артистки Украины, в 2016 году — народной артистки Украины.
Гастролировала в Испании, Германии, Италии, Венгрии, Швеции, Польше, Румынии, Греции, Словакии, России, США. Записала компакт-диски: «Любви мгновение» (2006), «Голоса любви», (2007, вместе с П. Дворским, А. Василенко, А. Дзюбой), «Украина моя» (2008) «Струны сердца» (2012).
По совместительству с 2005 года работает в открытом международном университете развития человека «Украина»: с 2012 года — доцент кафедры менеджмента.